# Vinorelbina
La vinorelbina es un medicamento que se utiliza en el tratamiento de varios tipos de cancer, incluyendo el cáncer de mama y el cáncer de pulmón no microcítico. Se obtiene por semisíntesis a partir de alcaloides extraídos de la planta Catharanthus roseus oriunda de Madagascar, anteriormente conocida como Vinca rosea.
Pertenece al grupo farmacológico de los alcaloides de la vinca, al igual que la vincristina o vinblastina que son sustancias naturales, y la vindesina obtenida por semisíntesis.

## Historia
La vinorelbina fue descubierta por el farmacólogo francés Pierre Potier y su equipo del Centre National de la Recherche Scientifique (CNRS) en los años 80 del siglo XX. Fue aprobada en Francia en el año 1989 para su utilización en el cáncer de pulmón no microcítico y en 1991 para las metástasis del cáncer de mama. En 1994 recibió la aprobación en Estados Unidos por la United States Food and Drug Administration (FDA). En la mayor parte de los países europeos el fármaco también ha sido autorizado con las mismas indicaciones señaladas.

## Formulación oral
Una presentación oral existe registrada y comercializada en la mayor parte de los países para las mismas indicaciones terapéuticas. Esta presentación tiene una eficacia similar a la presentación intravenosa, evitando la toxicidad de una infusión intravenosa y con una toma más fácil. Sin embargo la vía oral potencia los efectos emetógenos, requiriendo administrar antihemeticos de manera profiláctica.